# Orchesella
Genre
Orchesella est un genre de collemboles de la famille des Orchesellidae.

## Liste des espèces
Selon Checklist of the Collembola of the World (version du 24 août 2019) :
- Orchesella adriatica Stach, 1960
- Orchesella ainsliei Folsom, 1924
- Orchesella albofasciata Stach, 1960
- Orchesella albosa Guthrie, 1903
- Orchesella alpa Christiansen & Tucker, 1977
- Orchesella alticola Uzel, 1891
- Orchesella angustistrigata Stach, 1960
- Orchesella annulicornis Mills, 1934
- Orchesella arcuata Lindenmann, 1950
- Orchesella ariegica Cassagnau, 1964
- Orchesella balcanica Stach, 1960
- Orchesella bifasciata Nicolet, 1842
- Orchesella bulba Christiansen & Tucker, 1977
- Orchesella bulgarica Stach, 1960
- Orchesella bullulata Mari Mutt, 1984
- Orchesella capillata Kos, 1936
- Orchesella capreana Denis, 1931
- Orchesella carneiceps Packard, 1873
- Orchesella carpatica Ionesco, 1915
- Orchesella caucasica Stach, 1960
- Orchesella celsa Christiansen & Tucker, 1977
- Orchesella chiantica Frati & Szeptycki, 1990
- Orchesella chilensis Nicolet, 1847
- Orchesella cincta (Linnæus, 1758)
- Orchesella colluvialis Jordana & Baquero, 2017
- Orchesella croatica Stach, 1960
- Orchesella dallaii Frati & Szeptycki, 1990
- Orchesella delhezi Stomp, 1983
- Orchesella devergens Handschin, 1924
- Orchesella disjuncta Stach, 1960
- Orchesella distincta Carl, 1900
- Orchesella diversicincta Kos, 1936
- Orchesella eocaena Handschin, 1926
- Orchesella eolia Altner, 1961
- Orchesella erpeldingae Stomp, 1968
- Orchesella fishmani Christiansen & Tucker, 1977
- Orchesella flavescens (Bourlet, 1839)
- Orchesella flora Christiansen & Tucker, 1977
- Orchesella folsomi Maynard, 1933
- Orchesella frontimaculata Gisin, 1946
- Orchesella gloriosa Snider, 1997
- Orchesella hexfasciata (Harvey, 1895)
- Orchesella hoffmanni Stomp, 1968
- Orchesella hungarica Stach, 1930
- Orchesella imitari Snider, 1997
- Orchesella impavida Mari Mutt, 1984
- Orchesella intermedia Skorikov, 1899
- Orchesella irregularilineata Stach, 1960
- Orchesella jonescoi Denis, 1926
- Orchesella jurassica Lindenmann, 1950
- Orchesella kervillei Denis, 1932
- Orchesella leucocephala Stach, 1923
- Orchesella lineata Brown, 1926
- Orchesella litoralis Brown, 1925
- Orchesella longifasciata Stach, 1960
- Orchesella lucasi Denis, 1925
- Orchesella luteola Lucas, 1846
- Orchesella maculosa Ionesco, 1915
- Orchesella maledicta Denis, 1931
- Orchesella manitobae Mari Mutt, 1985
- Orchesella mauritanica Lucas, 1846
- Orchesella melitensis Stach, 1960
- Orchesella mesovoides Baquero & Jordana, 2017
- Orchesella montana Stach, 1960
- Orchesella multifasciata Scherbakov, 1898
- Orchesella nigrescens Latzel, 1917
- Orchesella oredonensis Cassagnau, 1964
- Orchesella orientalis Stach, 1960
- Orchesella palestinensis Stach, 1960
- Orchesella pallens (Maynard, 1951)
- Orchesella pannonica Stach, 1960
- Orchesella pontica Ionesco, 1915
- Orchesella prisojnikiana Kos, 1936
- Orchesella pseudobifasciata Stach, 1960
- Orchesella pulchra Scherbakov, 1898
- Orchesella quadriguttata Stach, 1960
- Orchesella quinaria Mari Mutt, 1984
- Orchesella quinquefasciata (Bourlet, 1842)
- Orchesella ranzii Parisi, 1960
- Orchesella rectangulata Stach, 1960
- Orchesella semitaeniata Latzel, 1917
- Orchesella simplex Cassagnau, 1964
- Orchesella spectabilis Tullberg, 1871
- Orchesella sphagneticola Stach, 1960
- Orchesella sporadica Ellis, 1974
- Orchesella stebaevae Potapov & Kremenitsa, 2008
- Orchesella taurica (Stach, 1960)
- Orchesella texensis Snider, 1997
- Orchesella triglavensis Kos, 1936
- Orchesella uzeli Skorikov, 1899
- Orchesella villosa (Linnæus, 1767)
- Orchesella viridilutea Stach, 1960
- Orchesella zaninae Nosek, 1964
- Orchesella zebra Guthrie, 1903

## Publication originale
- Templeton & Westwood, 1836 : Thysanurae Hibernicae or descriptions of such species of spring-tailed insects (Podura and Lepisma Linn.) as have been observed in Ireland. Transactions of the Entomological Society of London, vol. 1, p. 89-98 (texte intégral).